# Westborough (Massachusetts)
Westborough ist eine Kleinstadt im Worcester County des Bundesstaats Massachusetts in den Vereinigten Staaten.
Das U.S. Census Bureau hat bei der Volkszählung 2020 eine Einwohnerzahl von 21.567 ermittelt.

## Geschichte
Von 1200 bis 1600 brachten saisonale Wanderungen die Nipmuc-Indianer zum Jagen und Fischen in die Nähe von Cedar Swamp und Lake Hoccomocco. Die Indianer nutzten den Fay Mountain als Orientierungspunkt und durchquerten Westborough auf gut ausgetretenen Pfaden: dem alten Connecticut Path, der von der Massachusetts Bay nach Westen führte, dem Narragansett Trail, der nach Süden führte, und dem Pfad (entlang der heutigen Milk Street), der nach Kanada führte. Der frühe englische Entdecker John Oldham folgte diesen Pfaden 1633 durch Westborough, und Siedler auf der Suche nach fruchtbarem Ackerland folgten nicht lange danach. Ende 1675 hatten sich einige Familien in der Nähe des Chauncy-Sees im "Westborough" von Marlborough niedergelassen.
Am 18. November 1717 wurde Westborough als 100. Stadt in Massachusetts gegründet und von 27 Familien bewohnt. Bald wurden große Farmen angelegt, Mühlen entlang des Assabet River und des Jackstraw Brook gebaut und Tavernen eröffnet. Der erste Pfarrer von Westborough, Reverend Ebenezer Parkman, leitete die wachsende Zahl von Kolonisten durch die Jahre der Unabhängigkeit von Großbritannien. 46 Minutemen aus Westborough kämpften unter Hauptmann Edmund Brigham im Revolutionskrieg.
Im Jahr 1775 spaltete sich Northborough als "Nordborough" von Westborough ab, ähnlich wie sich Westborough etwa 58 Jahre zuvor von Marlborough abspaltete. Die beiden Städte teilten sich jedoch noch einige Zeit lang ein Versammlungshaus.
Der industrielle Fortschritt des gesamten Landes ist dem berühmtesten Sohn von Westborough, Eli Whitney, zu verdanken. 1765 geboren, erfand Whitney 1795 nach seinem Abschluss in Yale die Baumwollentkörnungsmaschine. Im Jahr 1798 führte er mit seiner Whitney Arms Company in New Haven, Connecticut, die Massenproduktion in den Vereinigten Staaten ein.

## Demografie
Laut einer Schätzung von 2019 leben in Westborough 19.144 Menschen. Die Bevölkerung teilt sich im selben Jahr auf in 69,9 % Weiße, 1,9 % Afroamerikaner, 0,6 % amerikanische Ureinwohner, 25,0 % Asiaten und 1,4 % mit zwei oder mehr Ethnizitäten. Hispanics oder Latinos aller Ethnien machten 6,2 % der Bevölkerung von Westborough aus. Das mittlere Haushaltseinkommen lag bei 112.153 US-Dollar und die Armutsquote bei 4,6 %.

## Sehenswürdigkeiten
In Westborough gibt es mehrere im National Register of Historic Places eingetragene Stätte:
- Nathan Fisher House
- Joseph Lothrop House
- Lyman School for Boys
- Maples Cottage
- Vintonville Historic District
- Jonah Warren House
- West Main Street Historic District
- Westborough State Hospital

## Söhne und Töchter der Stadt
- Eli Whitney (1765–1825), Erfinder und Fabrikant
- John Ruggles (1789–1874), Politiker
- Horace Maynard (1814–1882), Politiker
- Henry W. Corbett (1827–1903), Politiker
- Louis E. Denfeld (1891–1972), Admiral der US Navy
- Esther Forbes (1891–1967), Schriftstellerin